# Latowice (Sieroszewice)
Latowice (deutsch Latowitz) ist eine Ortschaft mit einem Schulzenamt der Landgemeinde Sieroszewice im Powiat Ostrowski der Woiwodschaft Großpolen in Polen.

## Geschichte
Der Ort nördlich des Flusses Leniwa Barycz (Faule Bartsch) wurde im Jahr 1240 erstmals urkundlich erwähnt. Der Ortsname ist vom Personennamen Lato mit dem patronymischen Suffix -(ow)ice, im frühen 15. Jahrhundert auch -owo (1410: Latowo), abgeleitet.
Bis zum Jahr 1793 gehörte der Ort zur Woiwodschaft Kalisz. Im Zuge der Zweiten Polnischen Teilung kam der Ort 1793 an Preußen.
Im Jahr 1816 siedelte Konstanty Kossecki, der Gutsherr von Latowice und Kęszyce, deutsche Protestanten im Dorf an. Das Dorf wurde zu einer Sprachinsel. Die Kolonie wurde auch Olendry Latowice, siehe Hauländer, benannt. Bis 1853 gehörte sie zur Pfarrgemeinde in Ostrów Wielkopolski. In diesem Jahr entstand die unabhängige Gemeinde, die 1146 bzw. 1236 Protestanten aus der Umgebung umfasste. Sie waren meistens deutschsprachig, etwa 300 waren polnischsprachig. 1863 wurde das Pfarrhaus gebaut. Der Bau der evangelischen Kirche begann im Jahr 1871. Um das Jahr 1880 gab es in Latowice 86 Häuser mit 486 Einwohnern, davon waren 383 Protestanten und 102 Römisch-Katholiken. Ein Teil der evangelischen Familien war schon polonisiert.
Nach dem Ende des Ersten Weltkriegs kam Latowice zu Polen, Woiwodschaft Posen. Im Jahr 1921 gab es in der Gemeinde Latowice im Powiat Ostrów 124 Häuser mit 753 Einwohnern, es waren mehrheitlich polnische (488) Römisch-Katholiken (443), es gab außerdem meist evangelische (277) Deutsche (265) und 33 andere Christen. Die Zahl der Deutschen war die größte auf dem Lande im Powiat, jedoch wanderte die Mehrheit der Deutschen aus. Die evangelische Pfarrgemeinde der Superintendentur Ostrzeszów der Unierten Evangelischen Kirche in Polen zählte im Jahr 1937 354 Mitglieder.
Beim Überfall auf Polen 1939 wurde das Gebiet von den Deutschen besetzt und dem Landkreis Ostrowo im Reichsgau Wartheland zugeordnet. Nach dem Krieg verließ der Rest der Protestanten den Ort. Die Kirche wurde römisch-katholisch, im Pfarrhaus wurde ein Kindergarten eingerichtet.
Von 1975 bis 1998 gehörte Latowice zur Woiwodschaft Kalisz.